# (1367) Nongoma
(1367) Nongoma est un astéroïde de la ceinture principale, découvert le 3 juillet 1934 par Cyril V. Jackson à Johannesbourg. Sa désignation temporaire est 1934 NA.

## Nom
(1367) Nongoma fut nommé, le 1er février 1980, d'après Nongoma, ville dans l'actuel KwaZulu-Natal, en Afrique du Sud, capitale et centre historique de la monarchie zoulou et, de 1970 à 1977, capitale du homeland du KwaZulu créé dans le cadre de l'apartheid. En effet, la citation de nommage mentionne :

« Nommé d'après la capitale du homeland du KwaZulu. »

— Minor Planet Circular 5181,